# ハイチ議会
ハイチ議会（ハイチぎかい、フランス語: Parlement Haïtien）は、ハイチの立法府である。2023年現在、上下両院共に解散しているため、議会は機能していない。2026年ハイチ総選挙が実施される予定だが、見通しが立っていない。

## 概要
上院に相当する元老院と下院に相当する代議院の両院で構成する。